# Vittaria flavicosta
Vittaria flavicosta är en kantbräkenväxtart som beskrevs av John T. Mickel och Joseph M. Beitel.
Vittaria flavicosta ingår i släktet Vittaria och familjen Pteridaceae. Inga underarter finns listade i Catalogue of Life.